# Keep
Der Keep ist der Hauptturm einer mittelalterlichen Burg des englischen Kulturkreises, der Wohn- und Wehrfunktion miteinander vereinigt. Seine kontinentale Entsprechung ist der französische Donjon.

## Bezeichnung
Im Mittelalter wurden die großen Haupttürme der englischen Burgen schlicht als tower (Turm) bezeichnet, der Begriff keep wurde erst später auf diesen Bautypus angewandt. Keep stammt wie zahlreiche andere Begriffe der Burgenkunde in dieser Form aus dem 19. Jahrhundert. Die moderne englische Forschung geht zunehmend dazu über, die großen Haupttürme der heimischen und kontinentaleuropäischen Burgen wieder mit der historisch belegbaren Bezeichnung great tower anzusprechen. Auch die französische Forschung bevorzugt mittlerweile den Terminus tour maîtresse zur Benennung eines Hauptturmes einer Burganlage. Besonders in der populärwissenschaftlichen Literatur hat sich dieser Wandel jedoch noch nicht durchgesetzt.

## Der anglonormannische und englische Wohnturm

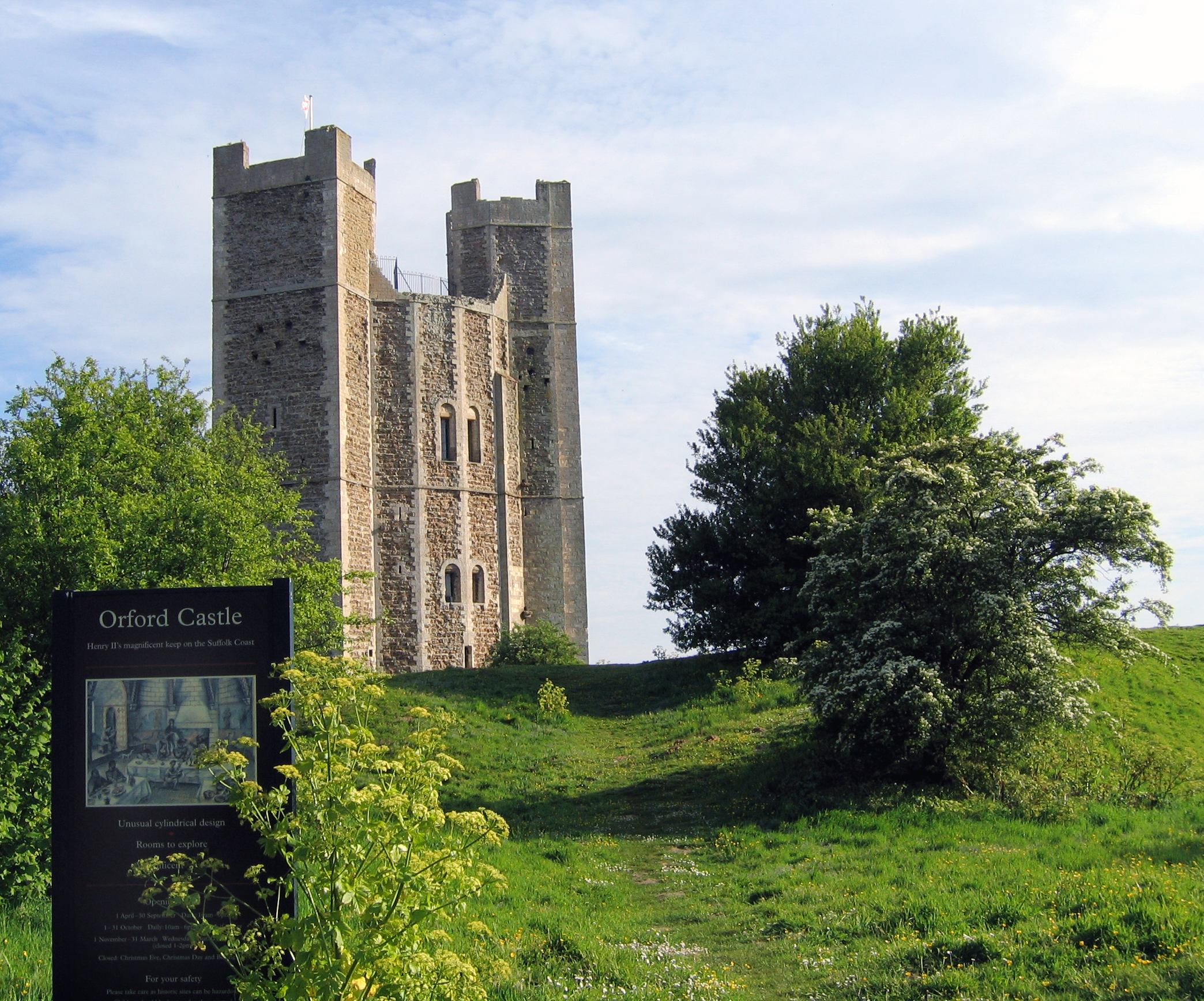
Der Keep von Orford Castle

Während der normannischen Invasion des angelsächsischen Englands ab 1066 wurden neben zahlreichen hölzernen Turmhügelburgen, den sogenannten Motten, auch die ersten großen steinernen Wohn- und Wehrtürme des französischen Donjontyps auf der Insel errichtet. Da auch die weitere Entwicklung des englischen Lehnswesens große Gemeinsamkeiten mit französischen Verhältnissen aufwies, kam es hier wie dort zu einer ähnlichen Entwicklung der Adelsburg. Die großen Burganlagen waren fast immer ungeteilt in der Hand einzelner, mächtiger Feudalherren oder des Königs. Die Anlagen dienten meist als Garnisonsburgen, hatten also eine relativ zahlreiche Besatzung und dementsprechende Ausmaße. Kern dieser „Ritterkasernen“ war meist der „Keep“. Das Innere des Turmbaus beherbergte eine repräsentative, oft zweistöckige Halle, die dem Burgherrn und seinen Rittern als komfortabler Wohnraum diente. Die aufwändige Innenausstattung und seine monumentale Außenwirkung machten den Keep zu einem wichtigen Statussymbol.
Es kommen sowohl rechteckige als auch runde Grundrissformen vor. Eine für den englischen Keep besonders charakteristische Form hat einen gedrungenen, kubischen Baukörper über quadratischem Grundriss und wird von vier schlanken Ecktürmen flankiert (beispielsweise in Rochester Castle). Die Ausmaße dieser Haupttürme übertreffen – entsprechend ihrer französischen Vorbilder – die der mitteleuropäischen Bergfriede häufig. Vor allem nehmen sie in der Regel aufgrund ihres Innenausbaus eine wesentlich größere Grundfläche ein. Der fortifikatorische Wert der „Keeps“ und „Donjons“ wird in der modernen Burgenforschung unterschiedlich bewertet.
Eine besondere Form des Keeps ist der shell keep (eng. shell = Hülle), ein „Keep“ mit einem offenen kleinen Innenhof, vergleichbar den mitteleuropäischen Mantelmauerburgen. Ein solcher shell keep ist beispielsweise der Kernbau der riesigen Königsburg Windsor Castle. Wie die meisten anderen „shell keeps“ (shell enclosures) wurde auch dieser Wehrbau auf einem älteren Turmhügel errichtet. Solche Anlagen wurden ursprünglich nur selten dauerhaft bewohnt, sie dienten eher als Zitadellen innerhalb einer Burganlage. Während die shell keeps in Windsor und Durham später weitgehend verändert wurden, haben sich besonders in Restormel (Cornwall), Carisbrooke (Isle of Wight) und Berkeley Castle (Gloucestershire) typische Vertreter dieser Sonderform erhalten.
Kleinere Keeps mit einem Durchmesser von bis zu 10 Metern werden in der Fachliteratur gelegentlich als solar keeps bezeichnet.
Ein Keep liegt meistens im Inneren oder am Rand der Kernburg.
Ein stark befestigtes Torhaus wird von einigen Autoren auch als „gate keep“ bezeichnet. Solche Torhäuser waren vor allem im 13. Jahrhundert verbreitet, z. B. in Harlech Castle.
In seltenen Fällen steht der Hauptturm außerhalb der Kernburg, etwa in Flint Castle und Raglan Castle.

## Entwicklung

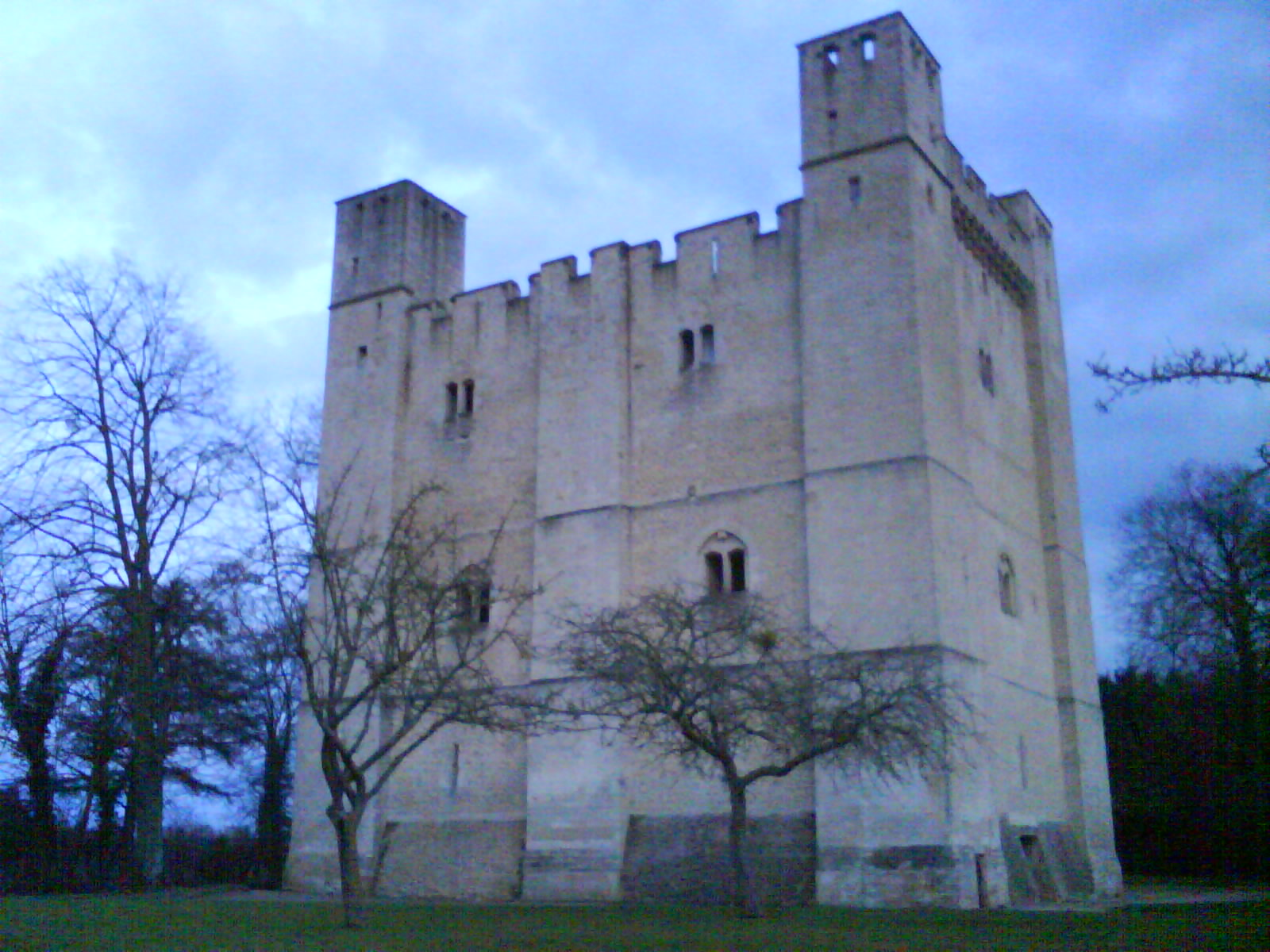
Belegt die Ableitung des englischen keeps vom normannischen Donjon: Der Donjon der Burg Chambois (Normandie)

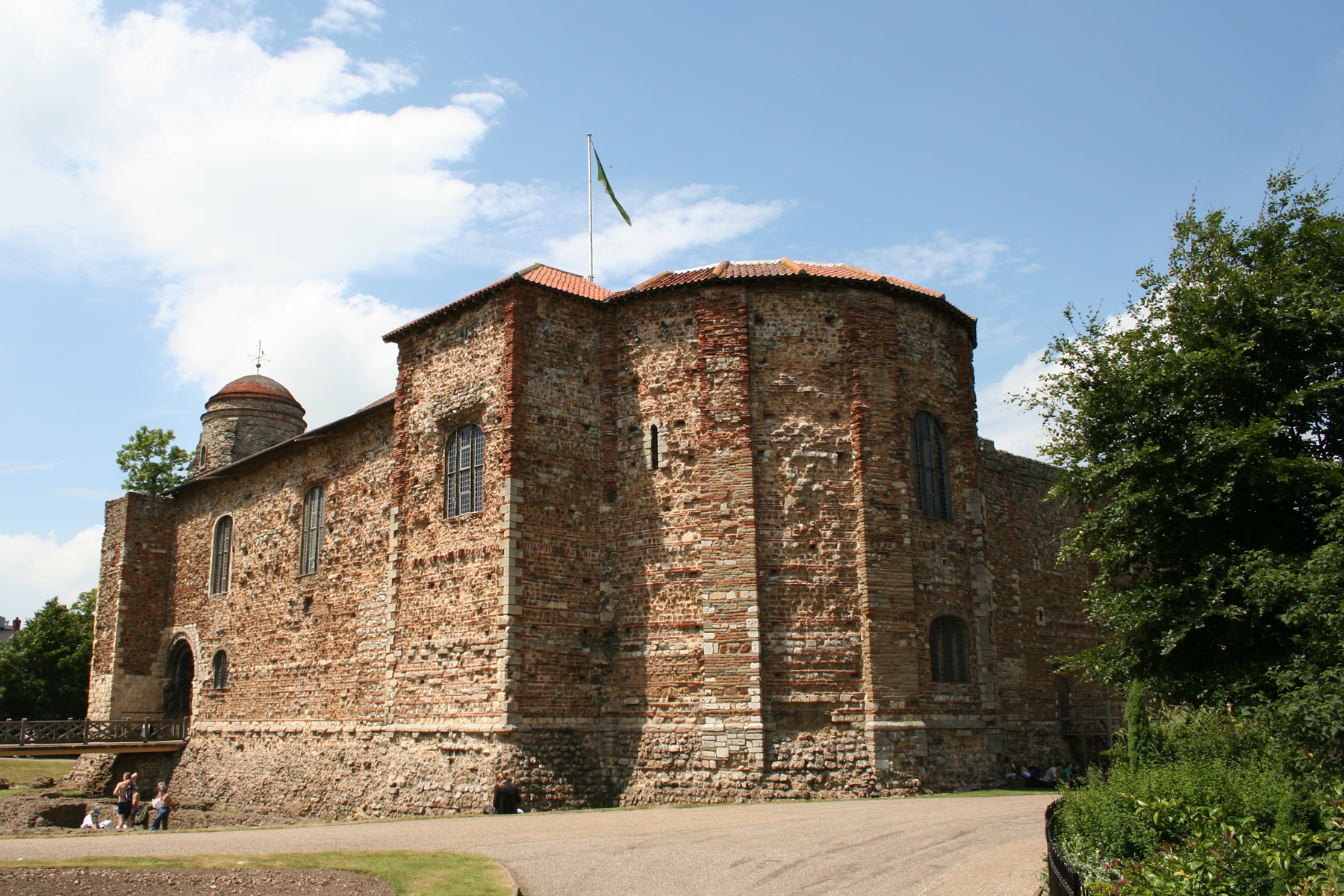
Gilt als ältester keep bzw. great tower der Britischen Inseln: Der Kernbau von Colchester Castle (Essex)

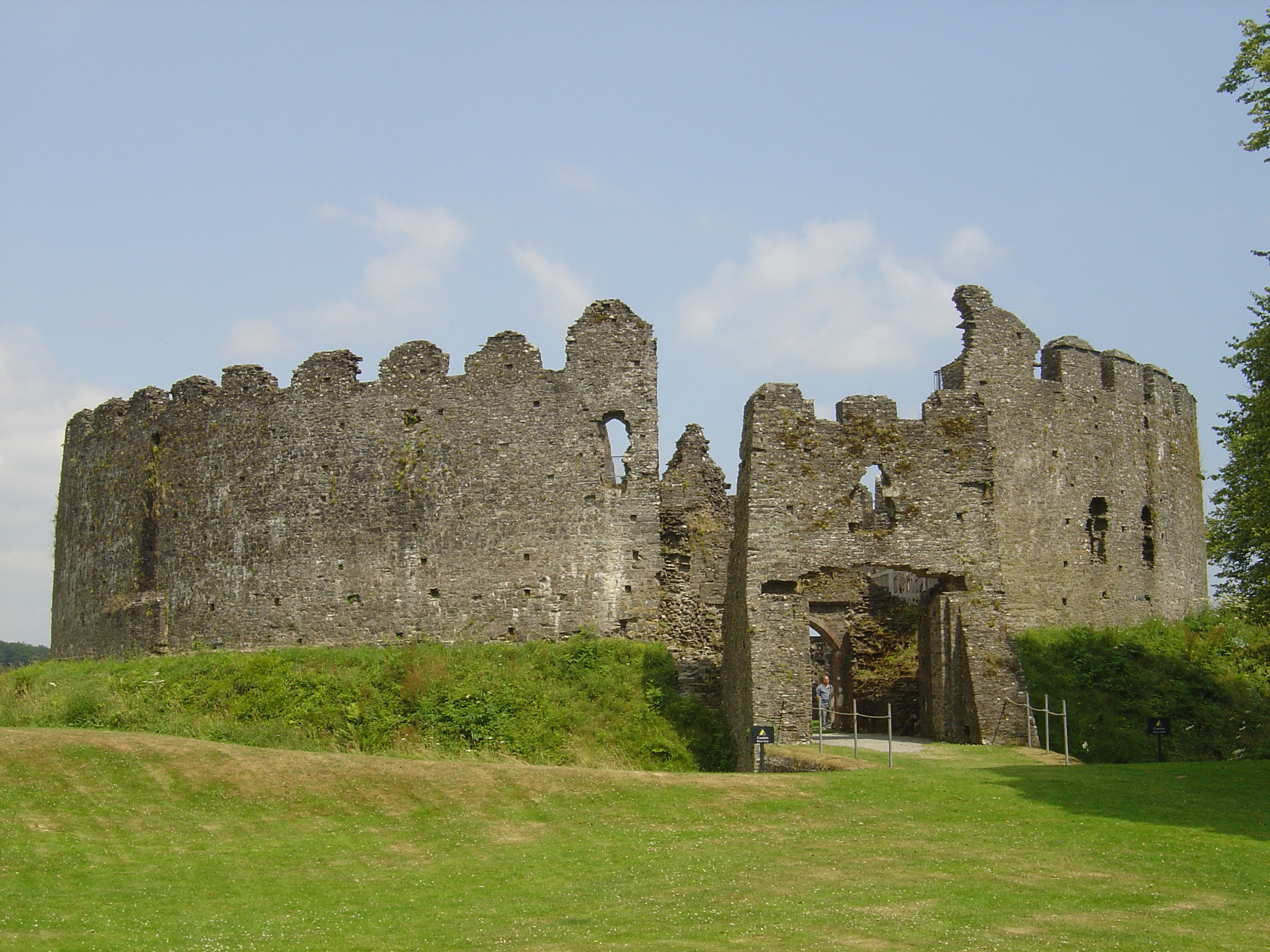
Der shell keep der Burg von Restormel (Cornwall)

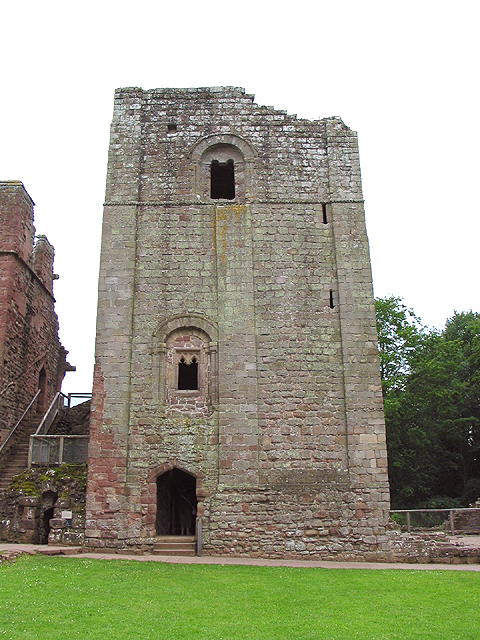
Goodrich Castle (Herefordshire)

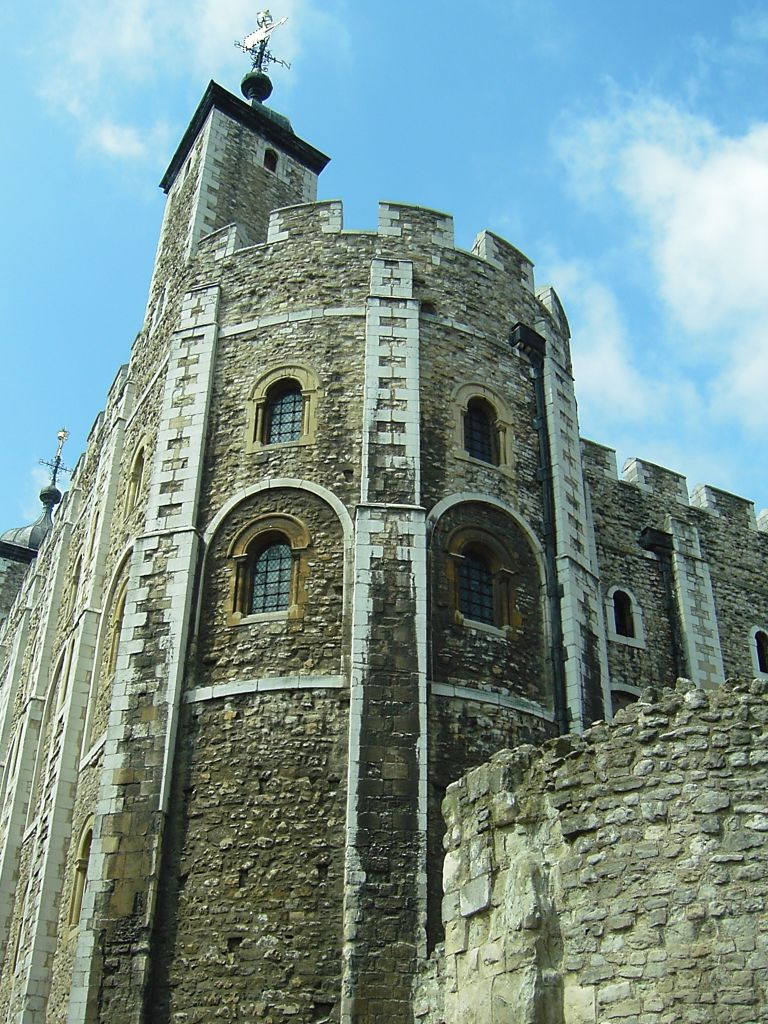
Die in den White Tower zu London integrierte St-Johns-Kapelle

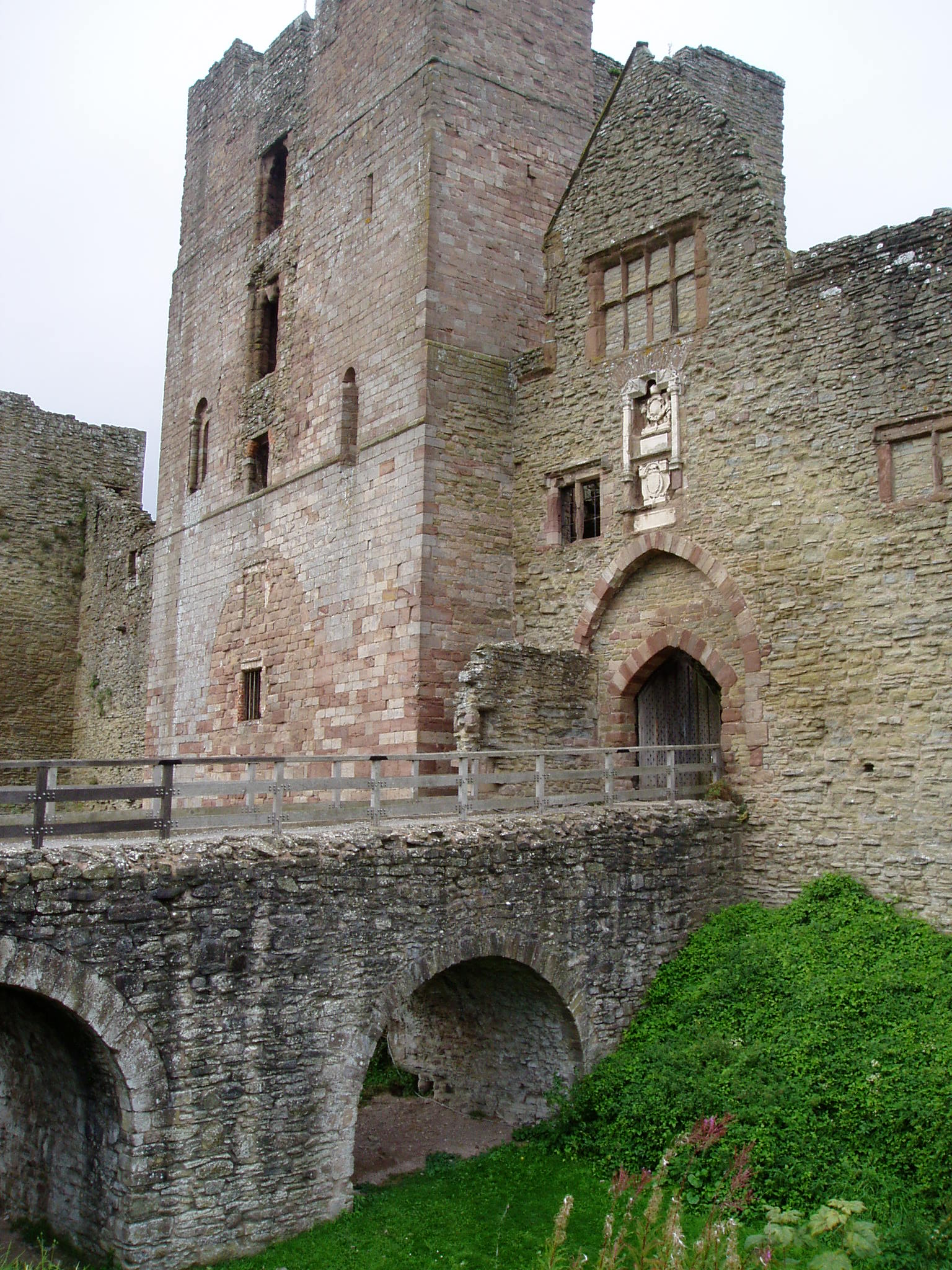
Wurde ursprünglich ohne keep angelegt: Die Burg Ludlow (Shropshire). Neben dem Tor erhebt sich das nachträglich ausgebaute gatehouse

Während der normannischen Invasion Englands wurden die kontinentalen Befestigungskonzepte auf die Insel übertragen. Die hölzernen Aufbauten der zahlreichen Turmhügelburgen wurden teilweise bereits in der Normandie vorgefertigt und mussten nur noch zusammengebaut werden.
Die ersten steinernen Wohntürme des französischen Donjontyps entstanden als königliche Stützpunkte und Residenzen. Wilhelm der Eroberer begann bereits kurz nach der Eroberung Englands mit dem Bau des White Tower (um 1078) in London. Dieser frühe Keep blieb für etwa 100 Jahre das richtungweisende Vorbild für zahlreiche Nachfolgebauten. Noch etwas älter ist der Keep in Colchester (Essex, um 1076). Als älteste Steinburg der britischen Hauptinsel gilt allerdings Chepstow Castle, deren Baubeginn auf etwa 1067/71 datiert wird. Hier erlaubte der König einem seiner wichtigsten Gefolgsleute (William FitzOsbern), eine repräsentative befestigte Halle zu errichten.
Die frühen königlichen Keeps Englands veranschaulichen die Funktion solcher gewaltiger früher Steintürme. Sie dienten als Stützpunkte königlicher Macht und signalisierten der einheimischen Bevölkerung, dass die Normannen eine dauerhafte Herrschaft über die Insel anstrebten. Wie ihre kontinentalen Gegenstücke, die Donjons Frankreichs, vereinigten die monumentalen Bauwerke wehrtechnische Aspekte mit praktischen und repräsentativen Funktionen. Die Abmessungen sind dementsprechend: Der Keep in Colchester wurde über einer Grundfläche von 46 × 33,5 Metern errichtet und war ehemals etwa 27 Meter hoch. Der White Tower ist etwas kleiner (36 × 32,6 m), war aber ungefähr so hoch wie der Keep in Colchester.
Die frühen englischen Wohntürme wurden oft durch Zwischenwände in zwei oder mehrere große Räume unterteilt, so dass etwa die Halle, die Privaträume (solar) des Burgherren und ein Kapellenraum auf der gleichen Ebene lagen.
Der höhere normannische Adel begann etwas später damit, die hölzernen Palisaden um die Plateaus der Motten durch steinerne Ringmauern zu ersetzen. Im Zentrum dieser einfachen shell keeps bzw. shell enclosures standen anfangs weiterhin Holzbauten, die später mit steinernen Wohntürmen überbaut wurden, oder an die Mantelmauer wurden rückwärtig Gebäude angebaut. Noch vor dem Jahr 1000 entstanden auch die ersten steinernen Ringmauern um die Vorburgen der alten Holz-Erde-Burgen. Nach dem Ausbau ihrer Burgen versuchten einige der normannischen Barone gegen die Königsmacht zu rebellieren.
Im Domesday Book (1086) werden etwa 60 normannische Burgen erwähnt. Tatsächlich dürfte es damals bereits wesentlich mehr Anlagen gegeben haben. Ungefähr die Hälfte aller in diesem Grundbuch genannten Burgen war unter königlicher Kontrolle. Diese Stützpunkte wurden oft an der Stelle der sächsischen burghs errichtet, die wiederum die einheimische Bevölkerung vor den Angriffen dänischer Wikinger schützen sollten.
Einige moderne Burgenforscher interpretieren die Burgen, Donjons, Keeps und auch Bergfriede Europas heute mehr als Macht- und Statussymbole denn als Wehrbauten. Gerade die englischen Verhältnisse zeigen aber, dass sie auch konkreten militärischen Zwecken zu dienen hatten. Im normannischen England kam es nur zu wenigen offenen Feldschlachten mit den nach mehr Unabhängigkeit strebenden Baronen, allerdings zu zahlreichen Belagerungen ihrer und der königlichen Burgen.
Ebenso wird die Funktion der europäischen Keeps, Donjons und auch Bergfriede als letzte Zuflucht bei Belagerungen angezweifelt. Besonders ab dem 13. Jahrhundert entstanden in England einige Burgen, die vollständig auf das Macht- und Statussymbol great tower verzichten. Andere Autoren gehen deshalb davon aus, dass man absichtlich der Burgbesatzung keinen Rückzugsort zur Verfügung stellen wollte, da sie sonst nicht mehr gezwungen gewesen wäre, die gesamte Burg mit vollem Einsatz zu verteidigen. Dieses Fehlen eines keeps lässt sich bereits im frühen normannischen Burgenbau beobachten (Burg Ludlow (Shropshire), Burg Richmond (North Yorkshire)). In Ludlow wurde das gatehouse (Torhaus) erst nachträglich zum great tower ausgebaut.
Ein bis heute erhaltenes Dokument eines – erfolglosen – Rückzuges in einen great tower ist der runde Eckrisalit des keeps der Burg Rochester (Kent). König Johann Ohneland belagerte hier 1215 während des First Barons War ein Kontingent Aufständischer. Die Rebellen verließen sich auf Entsatz aus der Hauptstadt London und verschanzten sich deshalb im Turm. Der König konnte die Straßenverbindungen zur Burg blockieren und so das Eintreffen der gegnerischen Truppen verhindern. Auch die städtische Brücke über den Medway wurde deshalb niedergebrannt. Ein Ausfall der Besatzung unter der Führung Robert Fitzwalters blieb erfolglos. Schließlich befahl Johann die Unterminierung des Hauptturmes, dessen stadtseitige Ecke zum Einsturz gebracht werden konnte.
Später reparierte man die Beschädigungen in zeitgemäßen Formen. Die übrigen Turmecken werden deshalb noch durch die ursprünglichen rechteckigen Risalite verstärkt.
Trotz der Eroberung der Burg war der König am 15. Juni 1215 in Runnymede gezwungen, die Magna Carta zu unterzeichnen, in der er dem Adel weitreichende Freiheiten einräumen musste.
Wie in Frankreich wurden die ersten Steintürme Englands und auch Irlands über quadratischen oder rechteckigen Grundrissen angelegt und entsprechen ihren kontinentalen Vorbildern noch stärker als spätere Bauten. Der erste runde great tower Englands hat sich nur als Fundament erhalten. Der Durchmesser dieses Rundturmes bei New Buckenham (Norfolk) betrug 20 bis 21,5 m. Einige Autoren meinen, die runde Form sei gewählt worden, um den Türmen höhere Stabilität gegen Unterminierungsversuche zu verleihen oder den Einsatz von Belagerungsmaschinen zu erschweren. Allerdings wurden quadratische oder rechteckige Haupttürme noch bis ins 15. Jahrhundert errichtet. Wahrscheinlich spielten hier andere Gesichtspunkte eine Rolle, etwa die Beschaffenheit des lokalen Steinmateriales oder der persönliche Geschmack der Bauherren. Auch die wenigen polygonalen „Keeps“ entstanden wohl eher aus persönlichen Vorlieben der Auftraggeber.
Der bekannteste englische Keep ist der, allerdings in späterer Zeit stark veränderte, White Tower in London. Die regionale Sonderentwicklung des normannischen Donjontyps zeigt sich hier besonders deutlich. In den Turm ist als besonderer Bauteil die „St.-Johns-Kapelle“ einbezogen. Der Keep vereinigt also im Gegensatz zur Einraumdisposition der meisten französischen Donjons eine repräsentative Halle, Wohnräume und die Kapelle in einem Baukörper. Eine ähnliche Konzeption zeigt etwa auch der größere, um 1090 entstandene Keep in Colchester (Essex). Hier wurden mehrere große Zimmer um die zentrale Halle gruppiert.
Diese Sonderentwicklung dürfte auf normannische Besonderheiten in der Raumaufteilung zurückzuführen sein. Bereits der auf 1123 datierbare Donjon der Burg von Falaise (Département Calvados) zeigt die Erweiterung des Hauptraumes im Obergeschoss durch Gänge und Abseiten, die hauptsächlich in den Ecken lagen. Vor 1189 entstand auch der Donjon von Chambois (Département Orne), der ebenfalls kleine Nebenräume besaß. Diese Bauideen wurden nach der Invasion offenbar nach England importiert und dort weiterentwickelt.
Da die Halle und die Gemächer meist im selben Geschoss lagen, entwickelte sich der sogenannte Hall-Keep, ein breit ausladender und relativ niedriger Wohnturm. Hierdurch konnten alle Ansprüche einer repräsentativen adeligen Palastwohnung mit den notwendigen wehrtechnischen Erfordernissen vereint werden.

## Wales

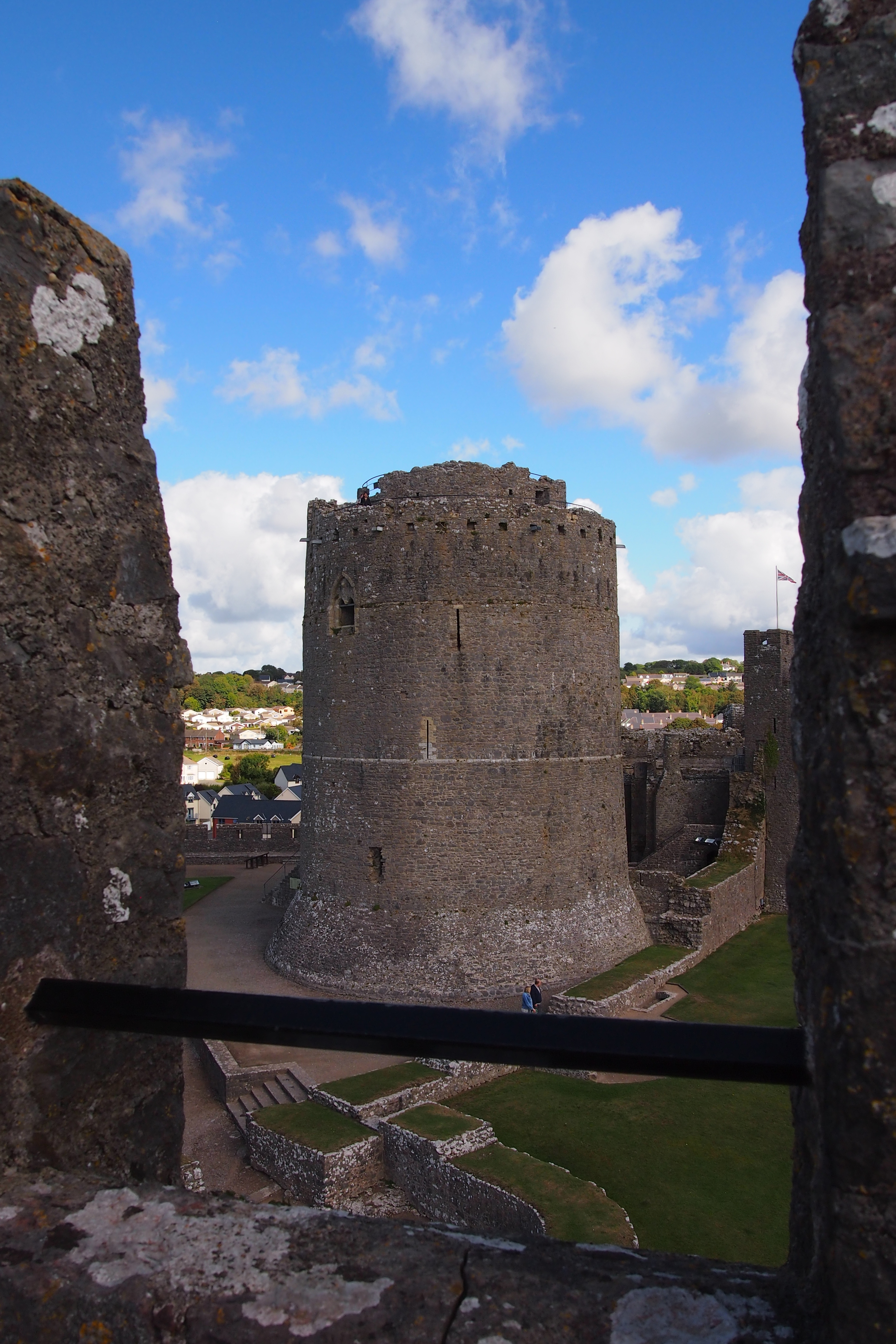
Der runde keep der walisischen Burg Pembroke

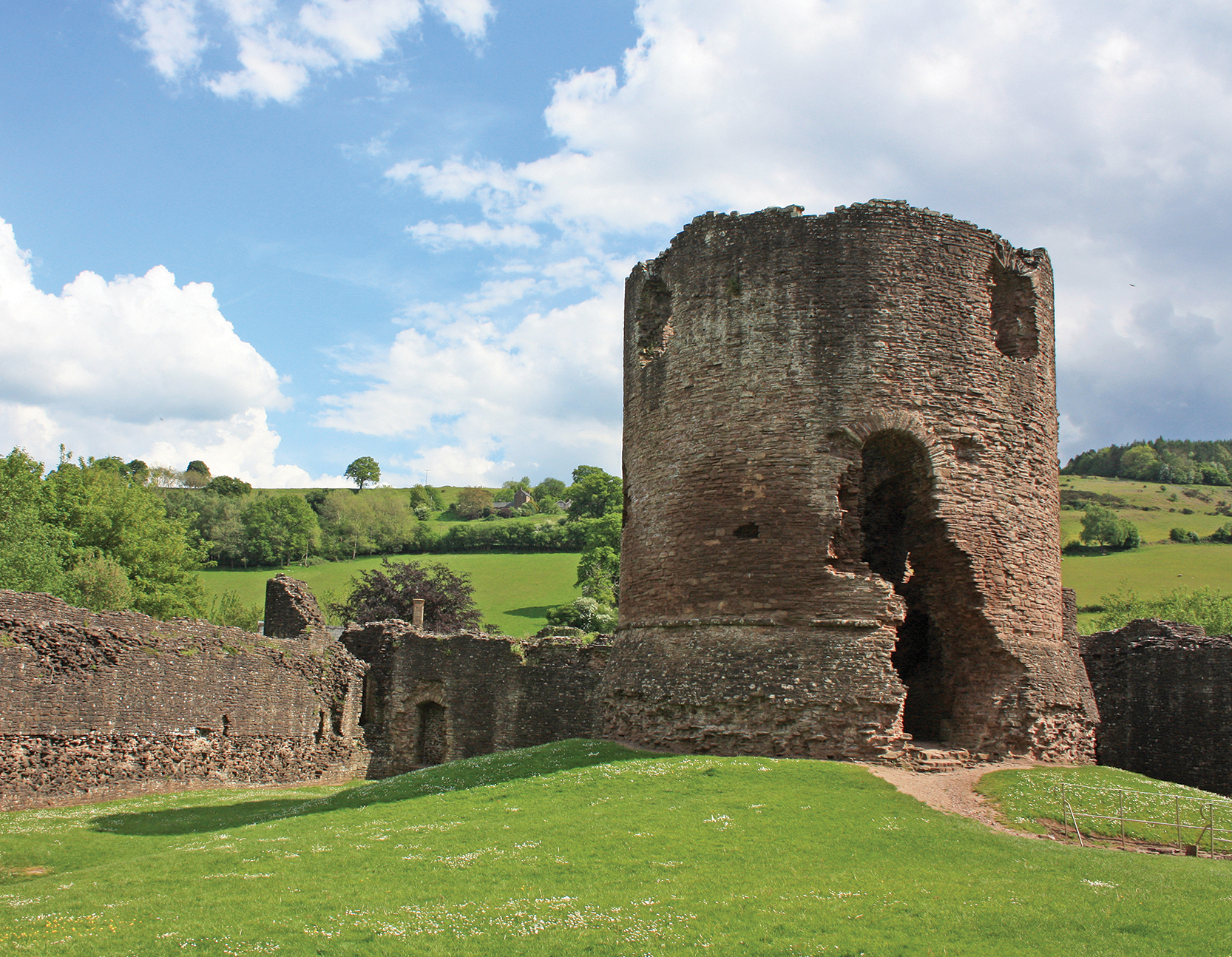
Skenfrith Castle

Die normannischen Eroberungsversuche des keltischen Wales gehen weitgehend auf den Expansionsdrang wagemutiger Barone zurück. Die Krone hatte bereits kurz nach der Invasion erkannt, dass der gebirgige Landstrich im Südwesten der britischen Hauptinsel zu diesem Zeitpunkt noch nicht dauerhaft zu beherrschen war.
Hier bot sich dem normannischen Adel eine willkommene Gelegenheit, der königlichen und herzoglichen Oberhoheit zu entfliehen und selbst nahezu unabhängige Herrschaften zu errichten. Viele der Barone waren gleichzeitig Lehnsmannen des englischen, wie auch des französischen Königs, und waren diesen Feudalherren dementsprechend verpflichtet.
Als Marcher Lords mussten sie im eroberten walisischen Gebiet nur eine vage Oberhoheit des englischen Königs anerkennen. Allerdings wehrte sich die einheimische Bevölkerung etwa 200 Jahre tapfer gegen die Eindringlinge, bis König Edward I. ab 1277 das Land schließlich unterwerfen konnte. Zwischenzeitlich waren einige „Marcher Lords“ vor dem ständigen Kleinkrieg mit den Einheimischen nach Irland ausgewichen.
Der Krone kam das Engagement der normannischen Barone durchaus nicht ungelegen. Der Hochadel stand damals noch weitgehend in der gewalttätigen Tradition seiner skandinavischen Vorfahren, der Wikinger. Die abenteuerlustigen Barone richteten ihre Energie so nicht gegen die Herzogs- und Königsmacht. Die Expansion erforderte meist die persönliche Anwesenheit des Herren im Feindesland. Seine englischen Lehen konnten ihm bei Unbotmäßigkeit deshalb leicht entzogen werden. Gleichzeitig sicherten die Marcher Lords die Grenze gegen Überfälle der Waliser. Bezeichnenderweise entstand deshalb bereits 1067 in Chepstow die erste normannische Burg in Wales. Der Bauherr war einer der wichtigsten Vasallen des Herzogs der Normandie.
Als erste Strongholds entstanden wie in England Turmhügelburgen und wohl auch Holz-Erde-Burgen ohne Turmhügel (Ringworks), die später teilweise zu Steinburgen ausgebaut wurden.
Der aus Frankreich importierte befestigte normannische Wohnturm wurde in bescheidenerem Maße auch von einigen einheimischen Fürsten übernommen (Burg Dolwyddelan (Gwynedd), Burg Dolbadarn (Gwynedd)).
Einer der eindrucksvollsten normannischen Keeps in Wales ist der gewaltige Rundturm der Burg Pembroke im Südwesten des Landes.
Runde Keeps entstanden etwa auch in Dinefwr (Dyfed), Skenfrith (Gwent) und Tretower (Powys). Der rechteckige Typus hat seinen frühesten Vertreter natürlich in Chepstow, der ältesten Steinburg der britischen Hauptinsel. Einen rechteckigen Keep besitzt auch Coity Castle (Mid-Glamorgan). Eine walisische Besonderheit ist der hufeisenförmige Grundriss einiger Keeps (D-Türme), der sich vereinzelt allerdings auch in Irland, England und Frankreich nachweisen lässt.
Der ungewöhnliche hexagonale Hauptturm von Raglan wurde erst zwischen 1435 und 1445 errichtet, also unter englischer Herrschaft.

## Schottland

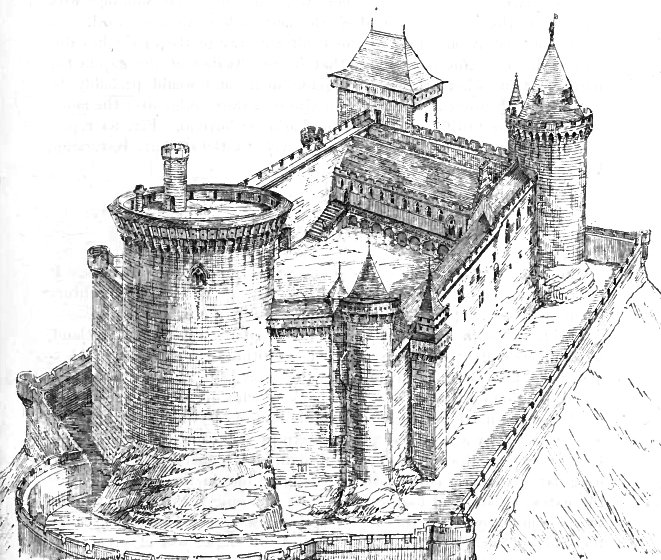
Der „great tower“ (links) der schottischen Burg Bothwell (Rekonstruktion)

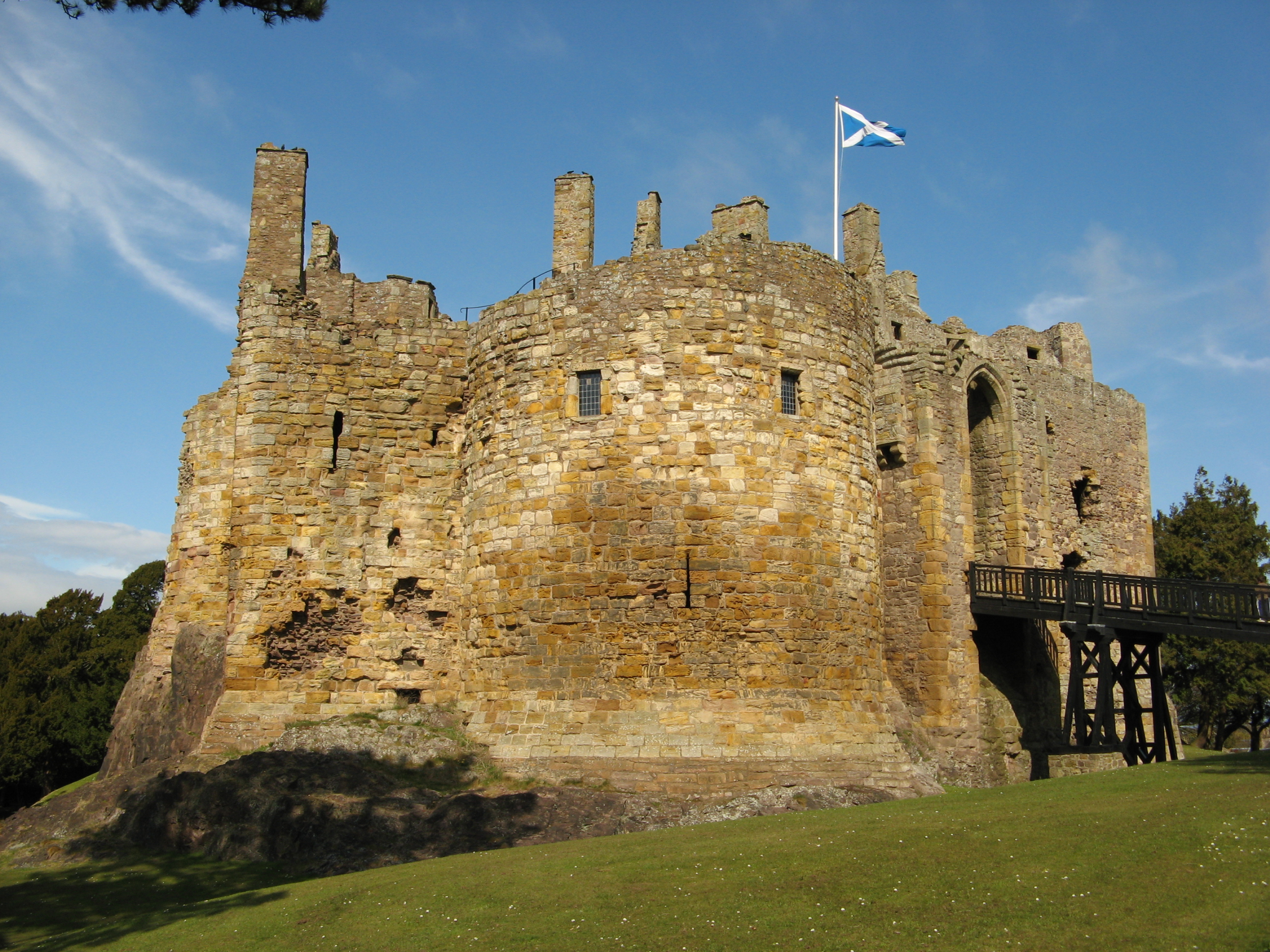
Dirleton Castle. Der Keep (Zentrum)

Anders als in England, Wales und Irland entstanden die ersten mittelalterlichen Adelsburgen Schottlands nicht als Eroberungsburgen. Die schottischen Könige übernahmen oft die normannischen Vorbilder, um so das moderne Feudalsystem auch in ihrem Herrschaftsbereich zu etablieren. Teilweise wurde hierzu sogar dem normannischen Adel gestattet, sich in Schottland niederzulassen.
Zwischen 1100 und 1250 wurden besonders in den Lowlands und dem Nordosten über 200 Burgen errichtet. Die meisten dieser frühen Ansitze waren wieder hölzerne Turmhügelburgen. Neben ihrer Funktion als Ansitze und Stützpunkte des Feudaladels sollten die neuen Burgen das Land auch gegen Angriffe aus England und Überfälle der Wikinger schützen.
Neben den typischen Motten entstanden auch bald die ersten Steinburgen. Als älteste Steinburg Schottlands gilt das Castle Sween am Loch Sween (Knapdale), dessen Anlage deutlich auf die normannischen Vorbilder verweist.
Wenig später wurden auch in Schottland die ersten großen Wohntürme aufgemauert. Aus dem frühen 13. Jahrhundert stammt der great tower von Dirleton Castle in East Lothian. Auch hier wurde eine ältere Holz-Erde-Burg der normannischen Herren de Vaux massiv ausgebaut.
Deutlichen französischen Einfluss zeigt der spätestens um 1270 errichtete runde Keep der Burg Bothwell (South Lanarkshire). Der Turm hatte einen Durchmesser von über 20 Metern, die Mauerstärke betrug etwa 4,6 Meter.
Zahlreiche einfachere Burganlagen wurden nur von einer Ringmauer mit Flankierungstürmen geschützt. Solche enclosure castles nach dem Muster der Burg Sween entstanden meist im 12. und 13. Jahrhundert.
Im Spätmittelalter und der frühen Neuzeit wurde wie in Irland der Bautypus des Wohnturmes wieder aufgegriffen. Eines der ältesten dieser Tower Houses steht auf einer Insel im Loch Leven (Perth and Kinross). Ab dem 14. Jahrhundert entstanden um die 700 derartiger Türme in ganz Schottland.

## Irland

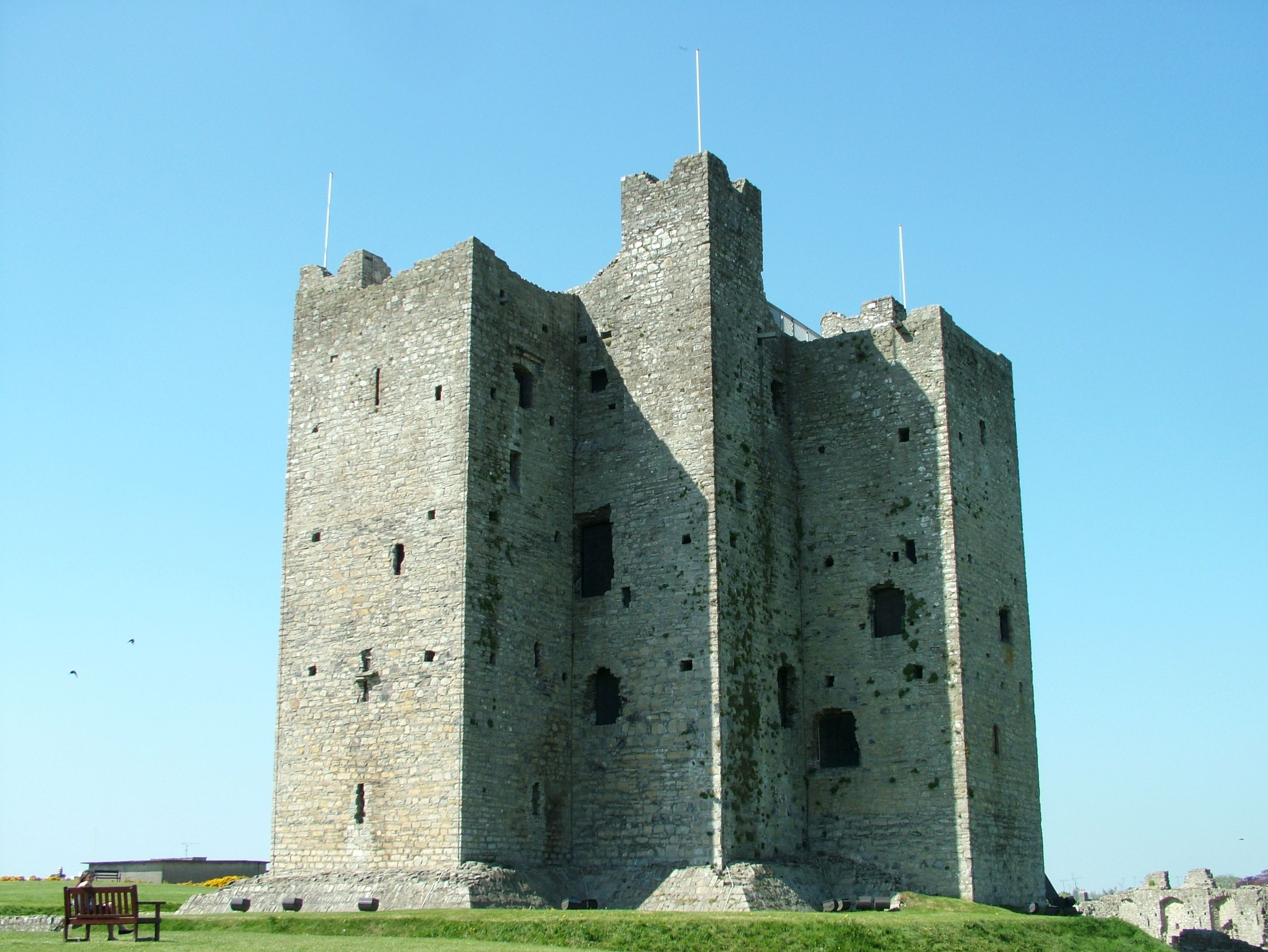
Der normannische keep der Burg Trim

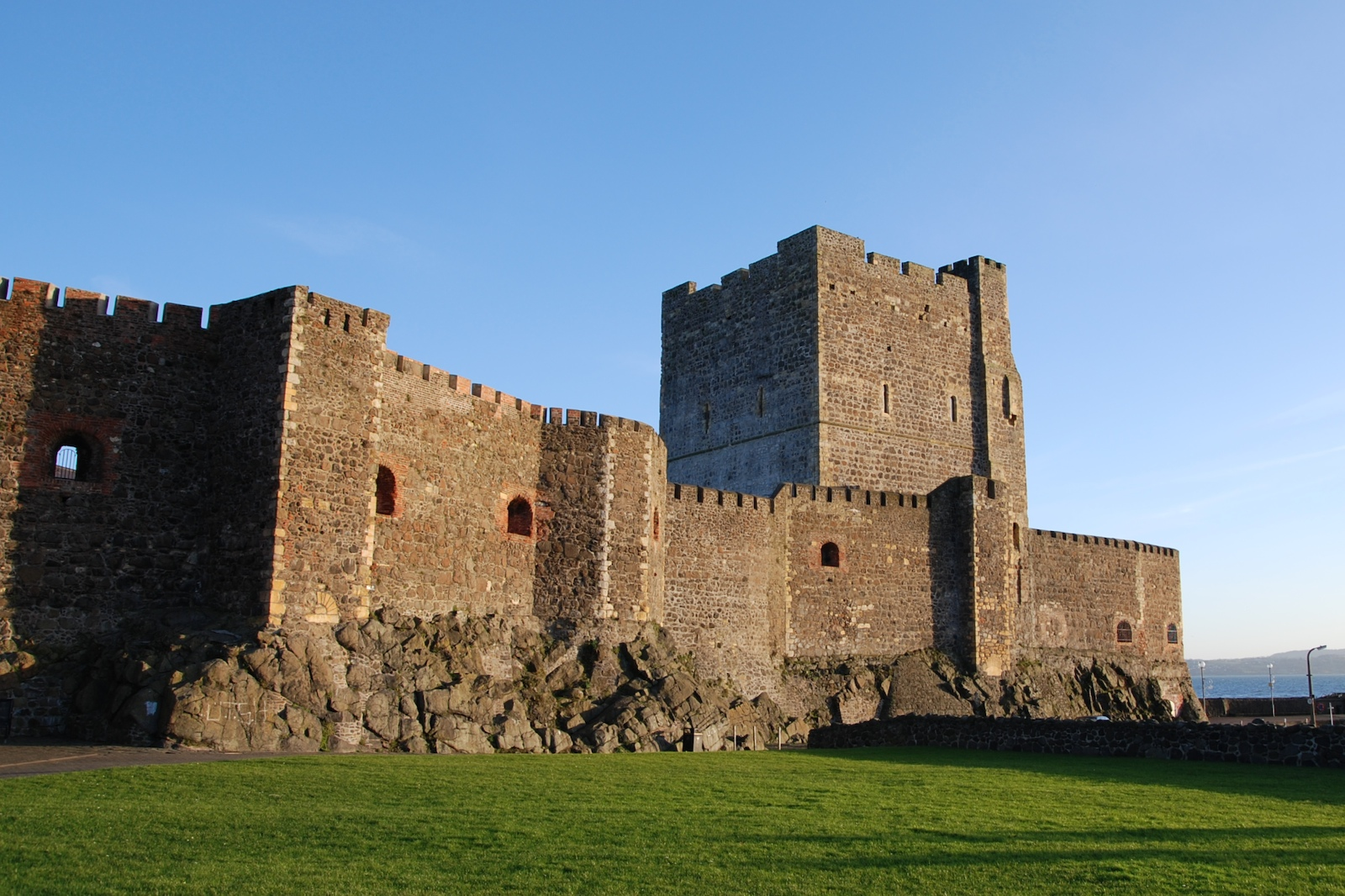
Burg Carrickfergus

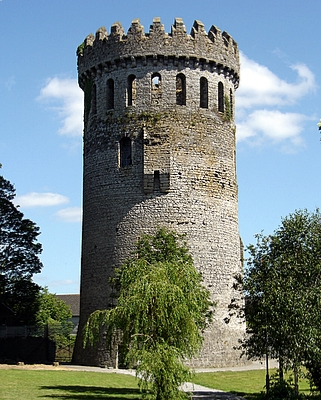
Der runde keep der Burg Nenagh

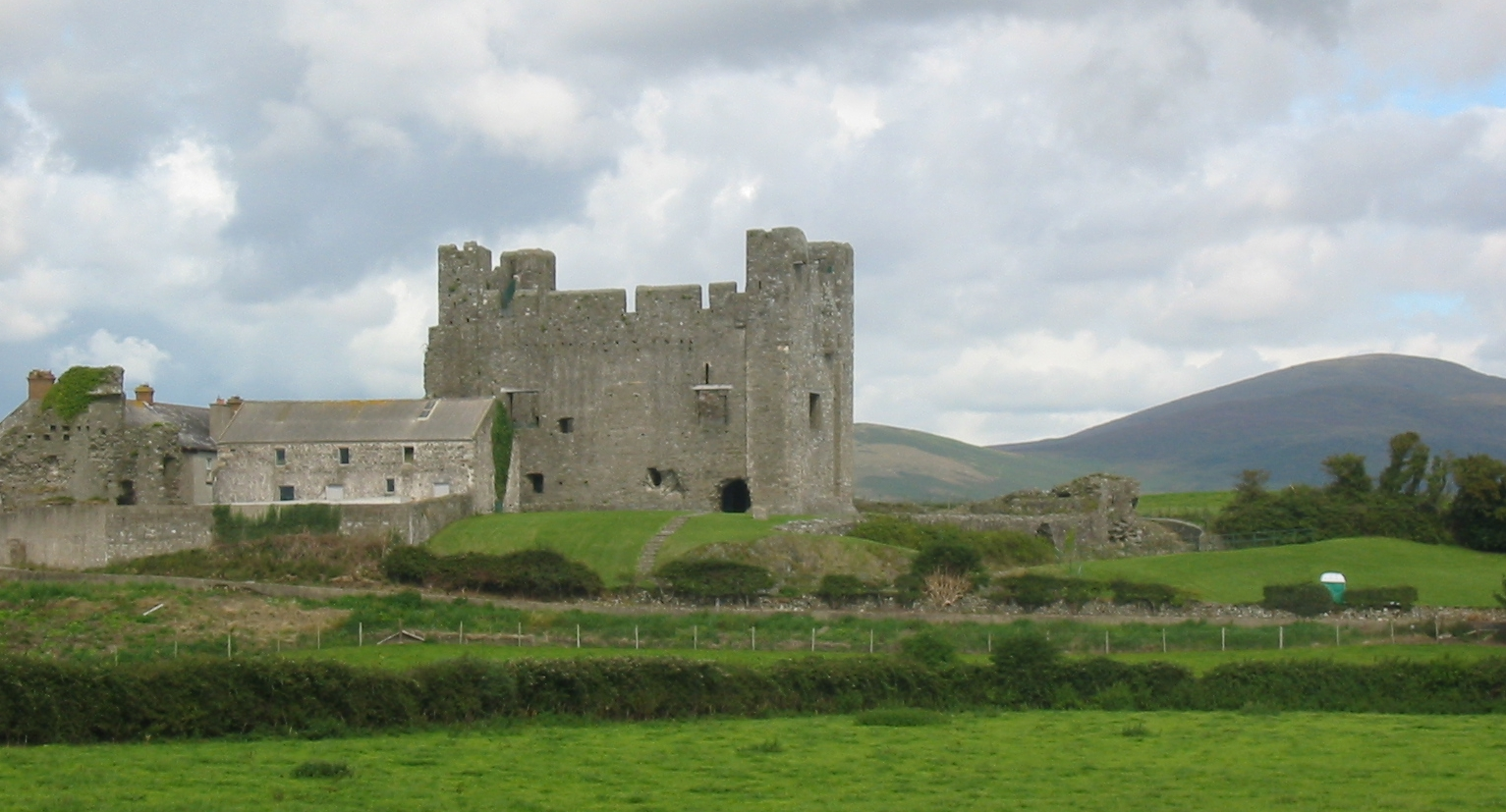
Greencastle (County Down)

Über hundert Jahre nach der Eroberung Englands begannen die Anglonormannen mit dem Versuch, sich auch in Irland auf Dauer festzusetzen. Im Mai 1169 landeten Krieger aus England und Wales in der Bannow Bay. Noch im selben Jahr begann Robert FitzStephen in Ferrycarrick (County Wexford) mit dem Bau der ersten anglonormannischen Burg Irlands. Die Invasoren waren vom vertriebenen König von Leinster, Dermott MacMurrogh, ins Land gerufen worden. Auch der englische König Henry II. und die römische Kirche verfolgten eigene Ziele auf der Insel. Henry. II. erteilte MacMurrogh die Erlaubnis, im gesamten angevinischen Herrschaftsbereich Söldner anzuwerben, forderte aber im Gegenzug im Erfolgsfall die Anerkennung seiner Oberherrschaft.
Nach dem Tod MacMurroghs (1171) fiel dessen Erbe entgegen dem irischen Erbrecht an den walisischen „Marcher Lord“ Richard FitzGilbert de Clare, gen. Strongbow. Der Normanne hatte sich gegen die Zusicherung der Nachfolge von MacMurrogh anwerben lassen. Zahlreiche Siedler aus England und Wales folgten freiwillig oder zwangsweise ihren normannischen Herren.
König Henry II. musste nun befürchten, dass Strongbow in Irland eine unabhängige Herrschaft etablieren wollte. Im Oktober 1171 landete der König deshalb mit fünfhundert Rittern und drei- bis viertausend Bogenschützen in Crook bei Wexford.
Dem klugen Strongbow und seinen anglonormannischen Gefolgsleuten gelang ein friedlicher Ausgleich mit dem König, dessen Übermacht ihnen deutlich vor Augen stand. Henry II. fand zusätzlich in den irischen Fürsten natürliche Verbündete gegen die normannische Anmaßung.
Leinster wurde königliches Lehen, direkt der Krone unterstellt wurden Dublin und die umliegenden Cantreds (Baronien, heutiges Nordirland).
Der normannische Adel errichtete im Zuge der Invasion neben zahlreichen Turmhügelburgen wahrscheinlich auch Ringworks, also Holz-Erde-Burgen ohne aufgeworfenen Hügel. Die ähnlichen irischen Befestigungsanlagen werden hingegen als Ringforts bezeichnet.
Die ersten „Keeps“ Irlands gehen weniger auf englische, als vielmehr walisische und nordfranzösische Vorbilder zurück. Der Bautypus des donjonartigen Wohnturms wurde weitgehend in bereits voll entwickelter Form nach Irland importiert. Der normannische Adel war zum Teil vor dem wachsenden Druck der Königsmacht aus Wales nach Irland ausgewichen, brachte also die lokalen Bautraditionen mit nach Irland. Die sonstige normannische Oberschicht hatte meist Besitzungen beiderseits des Ärmelkanals, importierte also auch moderne französische Innovationen. Von den englischen Vorbildern war besonders der gewaltige Hauptturm der Burg von Dover richtungweisend.
Die normannischen Wohntürme Irlands sind wieder sowohl als Wehrbauten wie auch als Macht- und Herrschaftssymbole zu verstehen. Die Normannen versuchten wie in England, sich dauerhaft in Irland zu etablieren und sicherten diesen Machtanspruch durch ihre Steinburgen und auch durch monumentale Kirchen und Klosterbauten.
Über rechteckigen Grundrissen erheben sich u. a. die „Keeps“ von Carrickfergus (Belfast Lough), Dunmore (County Galway) und Trim (County Meath). Rundtürme nach dem Vorbild der walisischen Burg Pembroke und französischer Burgen finden sich etwa in Nenagh (County Tipperary), Dundrum (County Down) und Cloughhoughter (County Cavan).
Einige Forscher sehen im „towered“ oder „turreted“ Keep eine irische Sonderform. Es handelt sich hier um rechteckige Keeps mit runden Ecktürmen. In England erscheinen derartige Wohntürme (Nunney Castle  (Somerset), 1373) erst etwa hundert Jahre nach den irischen Beispielen Carlow (County Carlow), Lea (County Laois) und Terryglass (County Tipperary). Die Ursprünge dieser Sonderform dürften tatsächlich wieder in Frankreich zu suchen sein. Wolfgang Metternich verweist hier auf den Donjon in Nemours (Département Seine-et-Marne), der bereits weitgehend fertiggestellt war, als die ersten Anglonormannen in der Bannow Bay irischen Boden betraten. Möglicherweise vermittelte der Baron William Marshall d. Ä. diesen Bautypus nach Irland. Marshall hatte fast die Hälfte seines Lebens in Frankreich verbracht. Sowohl Carlow als auch Lea gehörten zu den irischen Besitzungen Marshalls.
Die irischen Burgen erreichten niemals die gewaltigen Ausmaße ihrer englischen und französischen Gegenstücke. Zu gering war die Zahl der normannischen Krieger und Siedler. Letztendlich scheiterte die anglonormannische bzw. englische Expansion hier im frühen 14. Jahrhundert. Die eingewanderten Siedler und auch Feudalherren begannen, sich mit der keltischen Bevölkerung zu vermischen. Nur in Nordirland konnte sich die englische Königsmacht bis heute erhalten. Im Burgenbau kam es ab etwa 1330 deshalb zu einer hundertjährigen Pause. Aus dem irischen Keep ging das Irische Turmhaus hervor, das die spätmittelalterliche Burgenlandschaft Irlands bestimmen sollte. Die hochmittelalterlichen anglonormannischen Keeps im Landesinneren erinnern das irische Volk allerdings bis heute an den Versuch, auch ihr Land der englischen bzw. anglonormannischen Herrschaft zu unterwerfen.

## Beispiele bedeutender englischer Keeps
- Conisborough Castle
- Corfe Castle
- Dover Castle
- Durham Castle
- Guildford Castle
- Hedingham Castle
- Helmsley Castle
- Kenilworth Castle
- Tower of London
- Orford Castle
- Richmond Castle
- Castle Rising Castle
- Rochester Castle
- Scarborough Castle

## Bilder

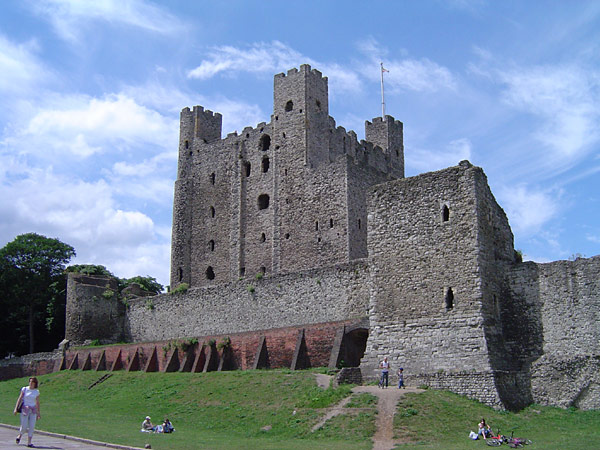
Der Keep von Rochester Castle als Kern der Burganlage
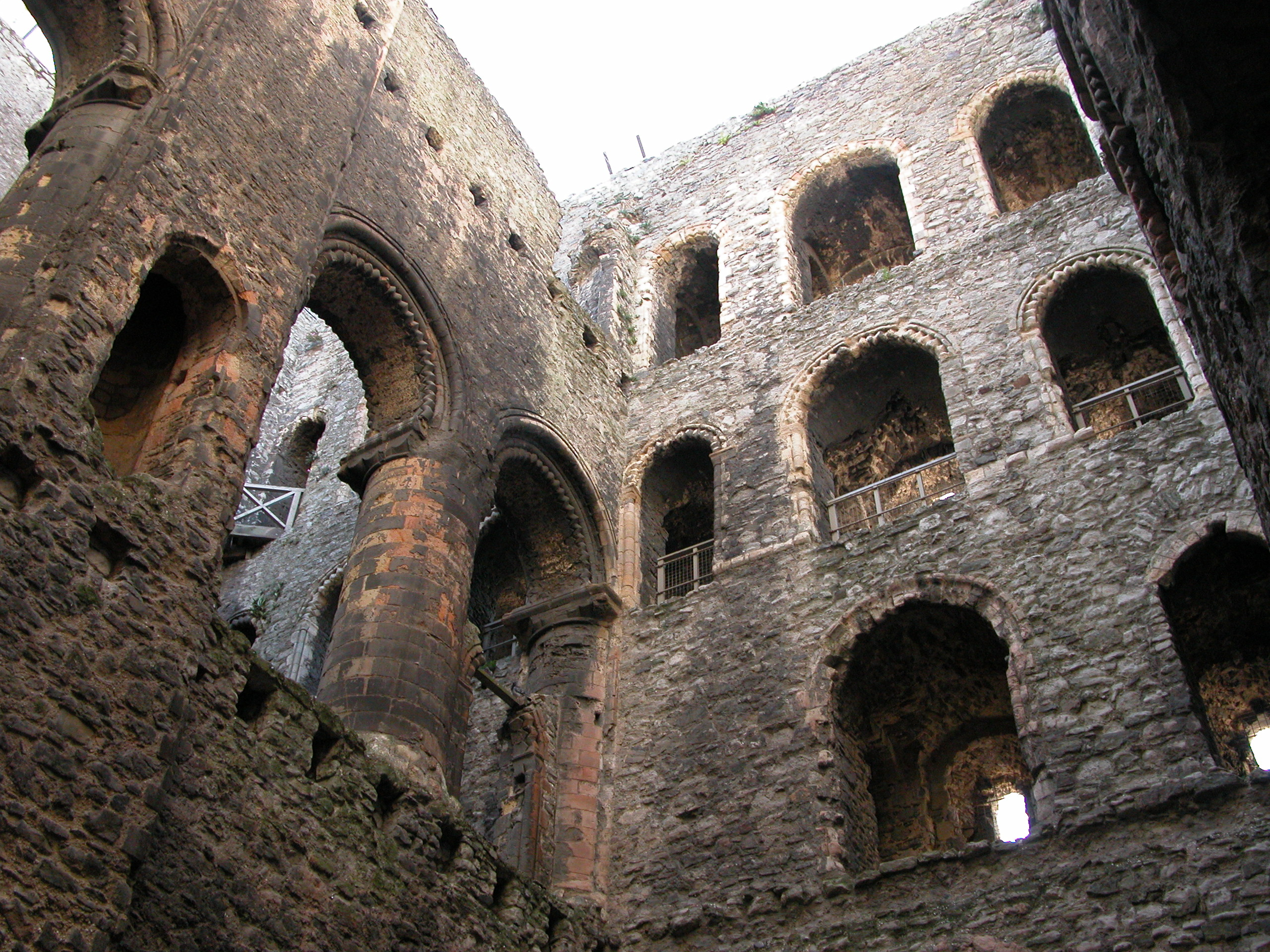
Inneres des Keeps von Rochester Castle, die Balkenlöcher lassen die ehemalige Geschosseinteilung erkennen
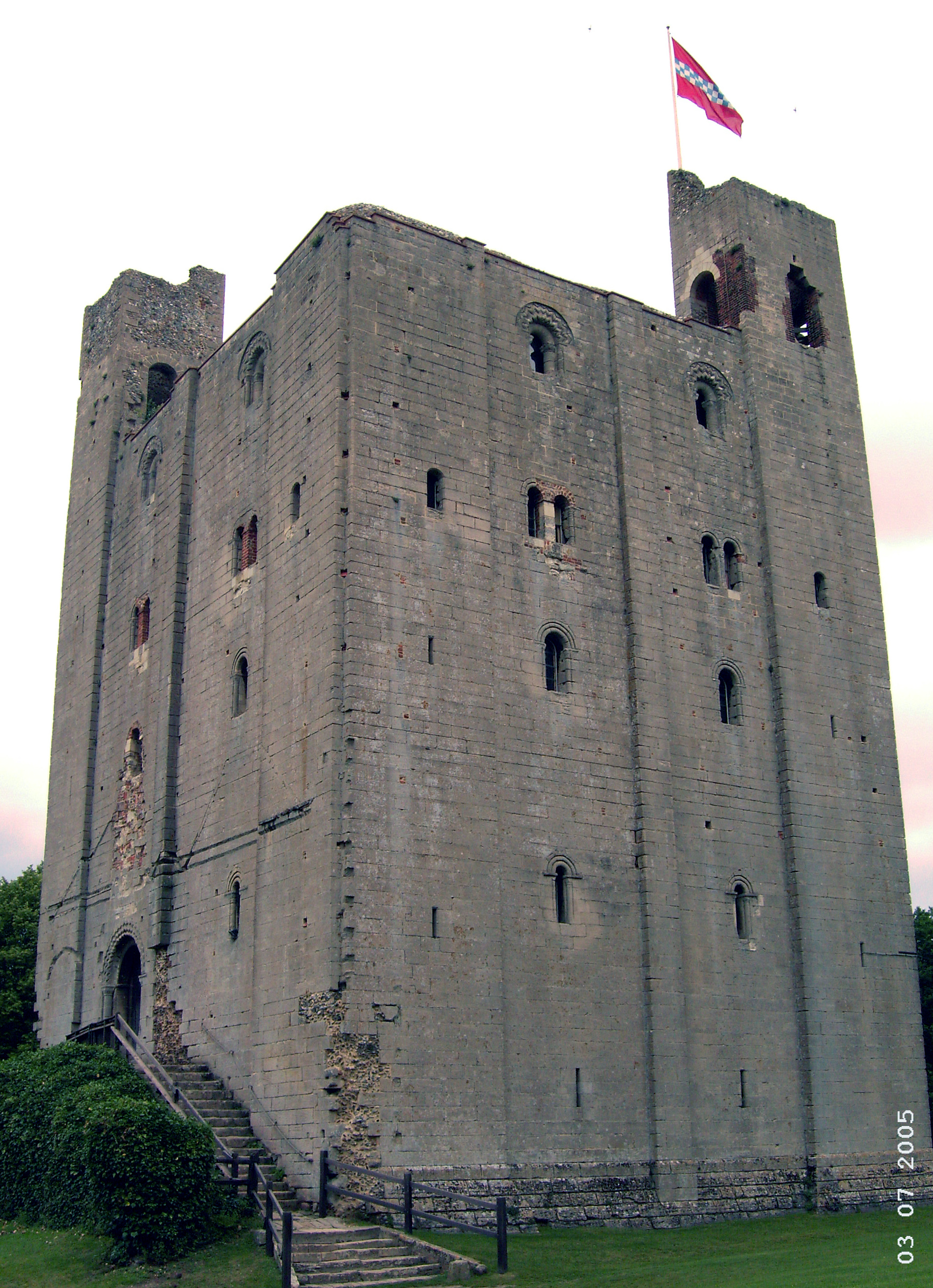
Der normannische Keep von Hedingham Castle